# Histerinae
Histerinae (лат.) — подсемейство жуков из семейства карапузиков.

## Описание
Верхняя губа (лабрум) без щетинковидных пор. Передние голени с несколькими крупными зубцами. Переднеспинка и надкрылья без продольных рёбрышек.

## Экология
Развиваются в разлагающихся органических веществах, таких как навоз, компостные кучи, гниющие овощи, встречаются  также на падали и гниющих грибах. Некоторые виды живут под корой деревьев. Вид Spathochus coyei является инквилином в гнездах муравьев.

## Систематика
- подсемейство: Histerinae

- триба: Exosternini

- род: Baconia
- род: Conchita
- род: Hypobletus
- род: Kaszabister
- род: Nunbergia
- род: Operclipygus
- род: Phelister
- род: Pseudister
- род: Yarmister

- триба: Hololeptini

- род: Hololepta

- триба: Platysomatini

- род: Aulacosternus
- род: Platysoma
- род: Cylister
- род: Eblisia
- род: Iliotona

- триба: Omalodini

- род: Omalodes

- триба: Histerini

- род: Asiaster
- род: Atholus
- род: Atribalus
- род: Campylorhabdus
- род: Contipus
- род: Coptosternus
- род: Epiglyptus
- род: Eudiplister
- род: Eugrammicus
- род: Exorhabdus
- род: Geminorhabdus
- род: Hister
- род: Hubenthalia
- род: Margarinotus
- род: Megalocraerus
- род: Merohister
- род: Nasaltus
- род: Neohister
- род: Neosantalus
- род: Omotropis
- род: Pachylister
- род: Pactolinus
- род: Psiloscelis
- род: Quassarus
- род: Rhypochares
- род: Santalus
- род: Seitzister
- род: Spilodiscus
- род: Teinotarsus
- род: Zabromorphus